# Tarzan (seriál, 1991)
Tarzan je koprodukční dobrodružný televizní seriál, vytvořený na námět příběhů o Tarzanovi od Edgara Rice Burroughse. Vznikl jako anglickojazyčný mezinárodní projekt, natáčen byl v Mexiku v koprodukci Francie, Kanady a Mexika. Vysílán byl v letech 1991–1994 v Kanadě v televizi TVA a ve Francii na TF1. Celkem vzniklo 75 dílů rozdělených do tří řad. V Česku byl seriál vysílán od 5. února 1994 do 27. října 1996 na TV Nova.

## Příběh
Francouzská vědkyně Jane Porterová se při svém pobytu v Africe sblíží s Tarzanem, mužem chránícím zvířata v džungli. Coby malý chlapec přežil jako jediný nehodu letadla s jeho rodinou a v africkém pralese jej vychovali lidoopi.

## Obsazení
- Wolf Larson jako Tarzan
- Lydie Denier jako Jane Porterová
- Sean Roberge jako Roger Taft, Jr.
- Malick Bowens jako Simon Govier (1. řada)
- Cheetah jako Čita (v originále Cheetah)
- Errol Slue jako Jack Benton (2. řada)
- William Taylor jako Dan Miller (3. řada)